# Walter Smith
Walter Smith, OBE, född 24 februari 1948 i Lanark, South Lanarkshire, död 26 oktober 2021, var en brittisk (skotsk) fotbollstränare och dessförinnan spelare inom samma sport.
Smith hade en karriär som spelare i Dundee United och Dumbarton under 1970-talet innan en skada satte stopp för fortsatt spel. Han blev assisterande tränare i Dundee United och senare förbundskapten för det skotska juniorlandslaget innan han blev assistent till Alex Ferguson i det skotska A-landslaget under VM i Mexiko 1986. Han blev sedan assisterande tränare till Graeme Souness i Rangers, och när Souness lämnade klubben i april 1991 fick Smith huvudansvaret. Smith förde Rangers till sju raka ligatitlar samt tre vinster i skotska cupen och skotska ligacupen. Efter framgångarna i Skottland tog han över som tränare i engelska Everton. Han nådde dock inga större framgångar med Everton och 2002 ersattes han av David Moyes. I slutet av säsongen 2003/04 kom han tillbaka till fotbollen som assisterande tränare i Manchester United och i december 2004 fick han jobbet som förbundskapten för skotska landslaget. Skottland missade VM-slutspelet 2006, men man fick en bra start på kvalet till EM 2008, där man bland annat besegrade Frankrike på hemmaplan.

## Utmärkelser
Spelare:
Tränare:

med Rangers
- Scottish Premier League: (7) 1990-91, 1991-92, 1992-93, 1993-94, 1994-95, 1995-96, 1996-1997
- Scottish Cup: (3) 1991-92,  1992-93, 1995-96
- Scottish League Cup: (4) 1992-93, 1993-94, 1996-97, 2007-08

Med Skottland
- Kirin Cup: (1) 2006

Personligt:
- Clydesdale Bank SPL Manager of the Year: 2007-08